# Charaxes aristogiton
Charaxes aristogiton là một loài loài bướm loài được tìm thấy ở Ấn Độ thuộc nhóm Rajah và Nawab, đó là nhóm Charaxinae của Họ Bướm giáp. 
Wing expanse of 94–114 mm. 
Phạm vi phân bố ở đông bắc Ấn Độ (Sikkim, Assam, Bhutan) và Miến Điện.

## Hình ảnh

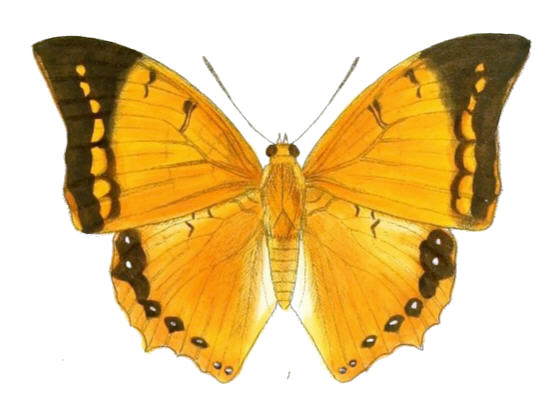
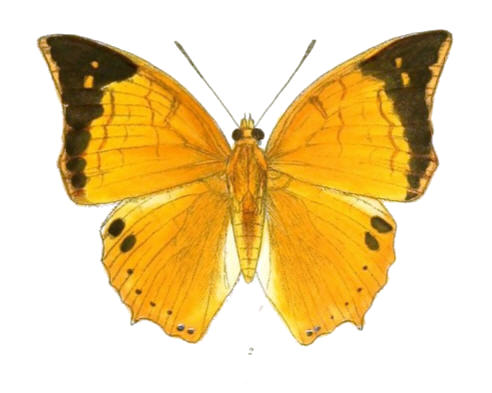
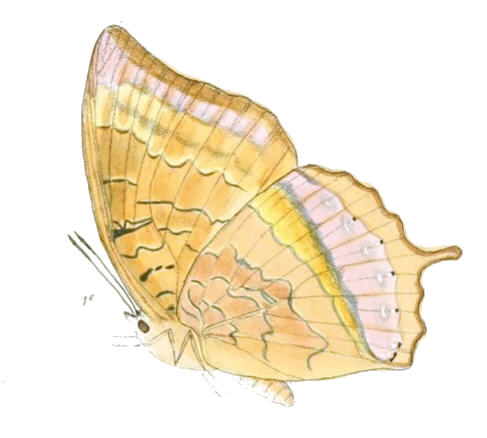
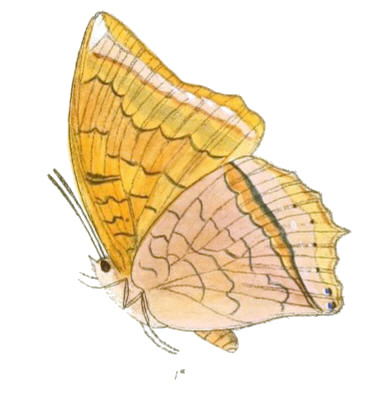
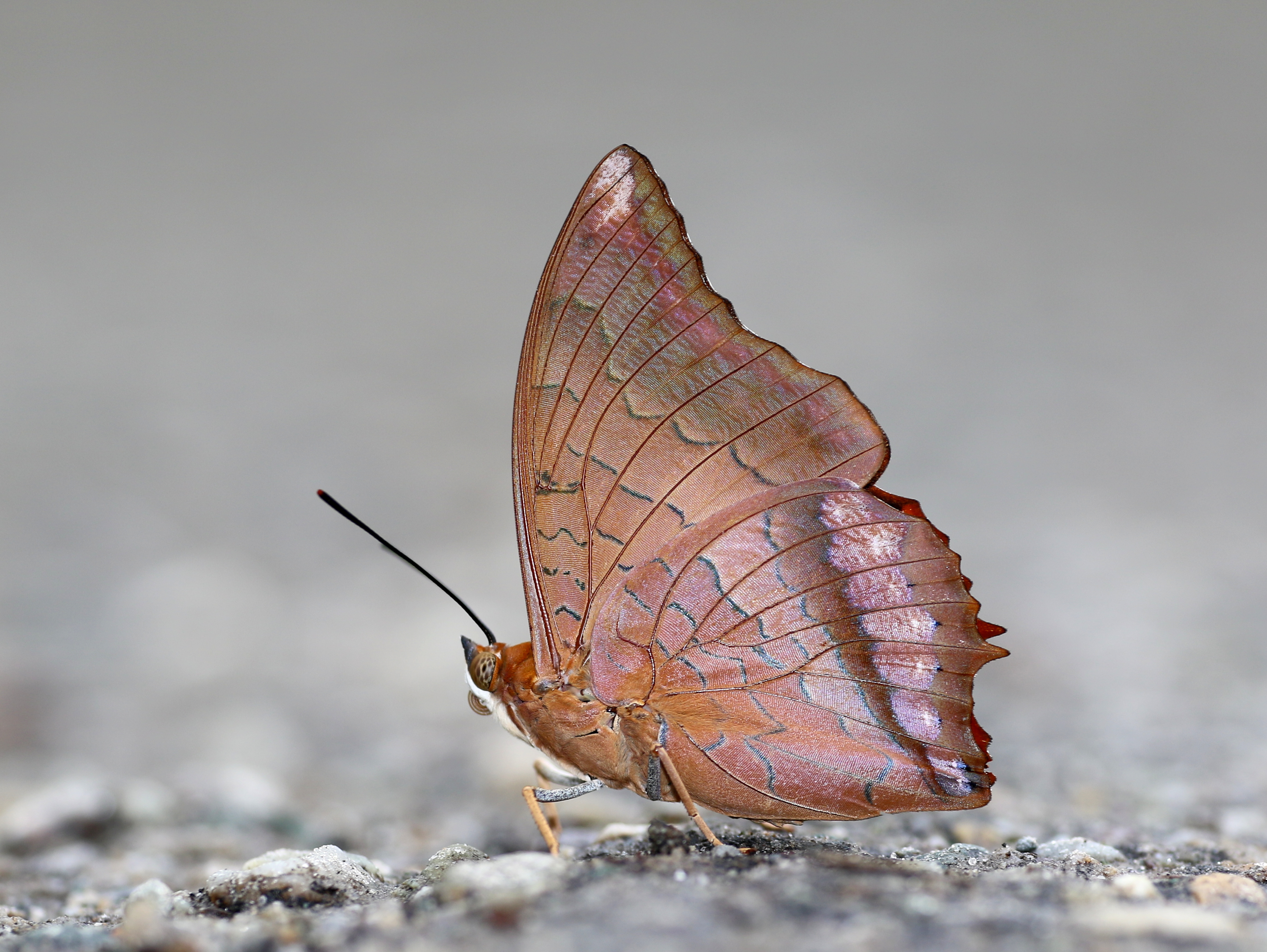